# Thesprotia insolita
Thesprotia insolita är en bönsyrseart som beskrevs av Rehn 1935. Thesprotia insolita ingår i släktet Thesprotia och familjen Thespidae. Inga underarter finns listade i Catalogue of Life.